# Omar Sharif Jr.
Omar Sharif Jr. (né le 28 novembre 1983) est un mannequin et acteur canado-égyptien, petit-fils de l'acteur Omar Sharif.

## Biographie
Omar Sharif Jr. est le fils de Debbie Sharif et de Tarek Sharif, le petit-fils de Faten Hamama et d'Omar Sharif.
Né en 1983 à Montréal, il joue pour la télévision égyptienne et canadienne.
Il a travaillé comme mannequin dans des campagnes pour Coca Cola dans le monde arabe, et pour Calvin Klein en Égypte.
En 2012, il révèle son homosexualité dans le magazine LGBT The Advocate. Son grand-père lui apporte publiquement son soutien.
Entre 2013 et 2015, il est porte-parole de la Gay and Lesbian Alliance Against Defamation. En 2016, le magazine britannique Attitude lui décerne le prix de l'inspiration.

## Filmographie
- 2000 : Wagh el qamar  (télévision) : Amun
- 2005-2006 : Virginie (télévision) : Olivier Brisebois
- 2008 : Hassan et Morkos  de Rami Imam : Hassan jeune
- 2016 : Conversion (télévision) d'Adam Davenport : Omar
- 2016 : Le Testament caché (The Secret Scripture) de Jim Sheridan : Daniel O'Brien